# Македонски парламентарни избори 2011.
Ванредни парламентарни избори у Северној Македонији (мак. Предвремените парламентарни избори во Северна Македонија) су одржани 5. јуна 2011. године.
Држава је подељена на 6 изборни једница, и свака носи по 20 посланика. По први пут су бирана три додатна представника македонских грађана из иностранства: 1 за Европу и Африку, 1 за Северну и Јужну Америку, и 1 за Аустралију и Азију.
Укупно је било 123 места у скупштини, док је за већину било потребно 62 места. 
На изборе је изашло око 63,5 % грађана Македоније. Победу је однела коалиција десног центра окупљена око ВМРО-ДПМНЕ, освојивши скоро 39% гласова. На тај начин Никола Груевски је поново изабран за премијера Македоније. 
Опозициони СДСМ је признао пораз и честитао Груевском на победи, док је Груевски у изборној ноћи обећао више инвестиција, нова радна места, као и учлањење Македоније у ЕУ и НАТО.